# Skyros
Skyros (Grieks: Σκύρος) is een Grieks eiland en gemeente (dimos), dat bewoond is sinds de paleolithische periode.

Het eiland heeft een oppervlakte van 209 km² en is daarmee het grootste eiland van de Noordelijke Sporaden (na Euboea, als je dat laatste meerekent). Skyros bevindt zich op zo'n 35 km van Euboea en is omringd door een dertigtal kleine tot zeer kleine eilandjes. De stad Skyros, ook wel Chora (wat dorp betekent) genoemd, bevindt zich aan de oostkant van het eiland en op een tiental kilometers vanaf Linaria, de haven van het eiland. Bestuurlijk vormt het eiland de gelijknamige gemeente in de regionale eenheid (periferiaki enotita) Euboea (Evvoia) van de bestuurlijke regio (periferia) Centraal-Griekenland (Sterea Ellada).
Skyros komt ook voor in de verhalen over de Trojaanse Oorlog en de dood van Theseus. Volgens de legende zou deze door koning Lycomedes van de rotsen naar beneden geduwd zijn.
Het werd in 475 v.Chr. door Kimon II veroverd. In 340 v.Chr. werd het ingelijfd in het Macedonische Rijk, waartoe het zou blijven behoren tot 192 v.Chr. toen de Romeinen het teruggaven aan Athene.
Op dit eiland is er een uniek ras pony's, de Skyros pony. Vroeger waren het er duizenden, vandaag de dag zijn er nog zo'n 150 van over en deze worden beschermd door de Griekse staat, alsook door de bewoners van Skyros zelf.
In het zuiden van het eiland bevindt zich, in een olijfboomgaard dicht bij een belangrijke marinebasis, het witmarmeren graf van de Engelse dichter Rupert Brooke, die hier op 23 april 1915 stierf aan boord van een voor de kust van Skyros gelegen Frans marineschip. Het graf werd daar in de vroege jaren 20 van de 20e eeuw aangelegd. In de hoofdstad van Skyros is een beeld geplaatst ter ere van Rupert Brooke, dat overigens niet de dichter zelf voorstelt, maar een verbeelding is van de "eeuwige poëzie".

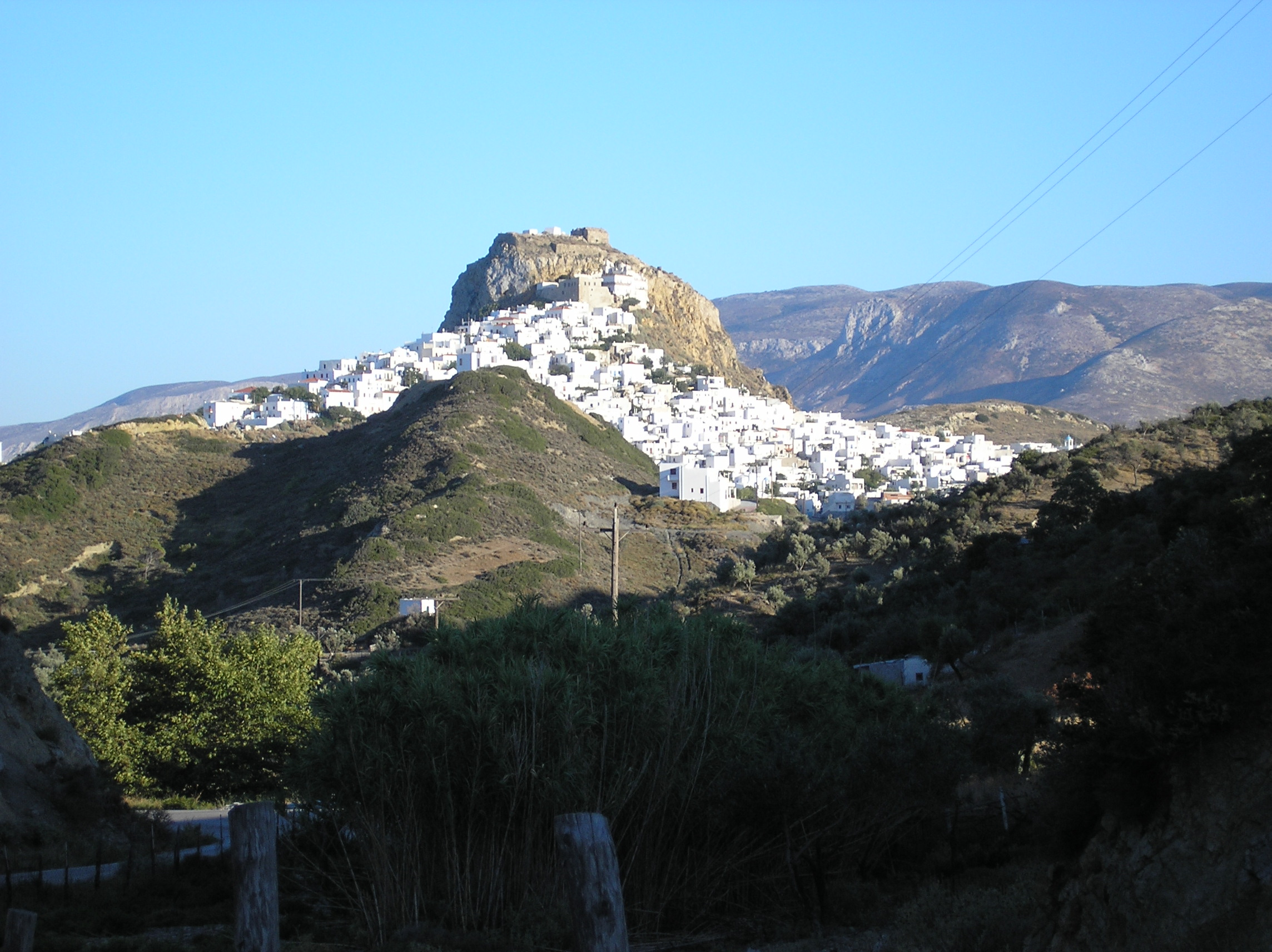
Skyros-Stad (2005)
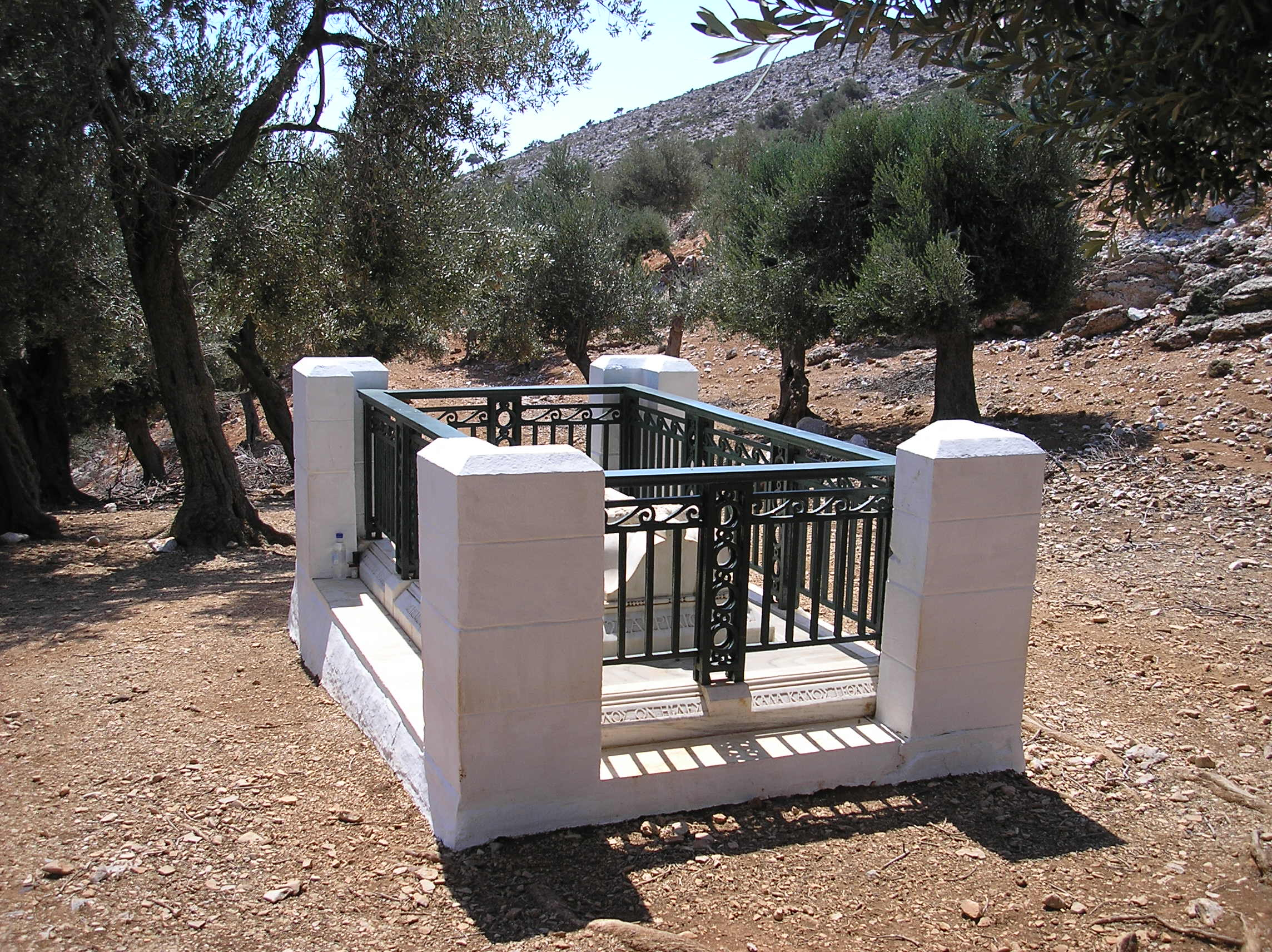
Graf van Rupert Brooke op Skyros (2005)